# Sztrandowanie

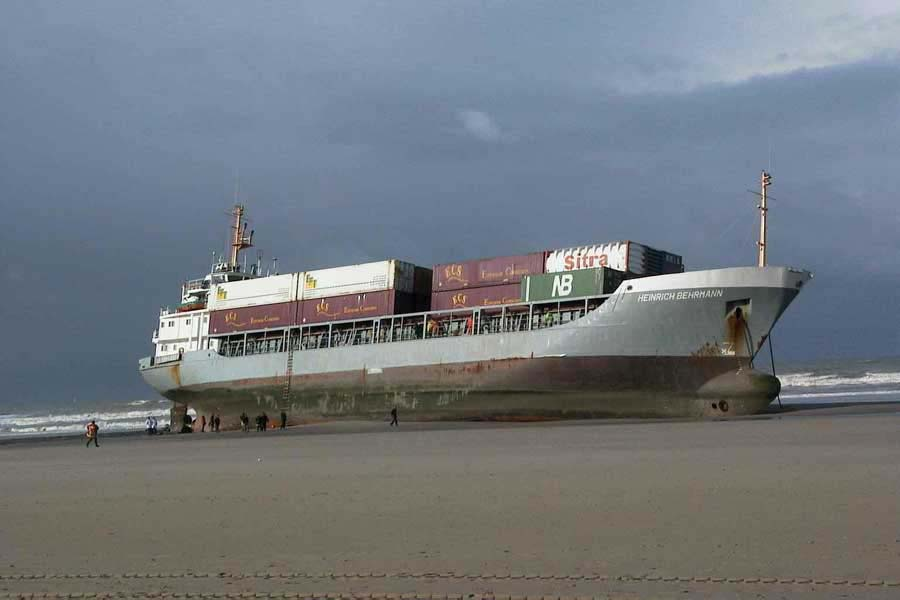
Statek „Heinrich Behrmann” na plaży w Blankenberge, po stracie steru

Sztrandowanie (z niem. der Strand – plaża; niepopr. wysztrandowanie) – doprowadzenie do celowego i kontrolowanego osadzenia jednostki pływającej na piaszczystym brzegu, płytkiej wodzie lub na mieliźnie; lądowanie na brzegu. Sztrandowanie stosuje się np. wtedy, gdy jednostka nie jest w stanie dotrzeć do miejsca przeznaczenia, a jej dalsze przebywanie na wodzie może zagrażać znajdującym się na niej ludziom bądź ładunkowi, grozić zatonięciem samej jednostki czy zanieczyszczeniem środowiska naturalnego. Przyczyną sztrandowania może być uszkodzenie jednostki w czasie sztormu lub np. działań wojennych.
Sztrandowanie z punktu widzenia polskiego prawa nie jest uznawane za wypadek morski, a za zwykły manewr, pod warunkiem, że dotyczy jachtu mieczowego. W przypadkach jachtów balastowych sztrandowanie to wypadek.